# 陸宏定
陸宏定（?—?），字紫度，又字蓬叟，號東濱，號輪山。浙江海寧人。
陸鈺次子，陸嘉淑之弟。生於明崇禎二年（1629），陸氏兄弟當時即有“冰輪二陸”之譽。明亡後，其父絕食殉國，兄弟二人亦絕意仕進。卒年不詳。有《凭西閣長短句》、《寧遠堂集》等傳世。